# Oleg Kosiak
Oleg Kosiak (en ukrainien, Косяк Олег Юрійович, né le 26 novembre 1975 à Kiev) est un gymnaste ukrainien. Il remporte la médaille de bronze lors des Jeux olympiques d'été de 1996.

## Palmarès

### Jeux olympiques
- Atlanta 1996
  -  médaille de bronze par équipes[1]